# Сільський Господар (об'єднання)
Ця стаття про кооперативне товариство у Харкові. Про господарське товариство у Галичині див. статтю Сільський господар.
«Сільський Господар» — центральне об'єднання сільськогосподарської кооперації в УРСР, що постало на початку НЕП-у 1922 (центр у Харкові), замість кол. «Централу».
Ця організація керувала великим, складним і багатогалузевим виробничо-збутовим господарством. До його складу входила і створена у 1924-1925 pp. Всеукраїнська спілка скотарської і молочної кооперації "Добробут", "Укрсільцукор", кооперативний центр птахівництва і збуту продукції "Кооптах", "Плодоспілка" - з вирощування, переробки і продажу фруктів та овочів.

1928 року об'єднувало 22116 кооператив 1 ступеня з 2 947 000 членів, мало річний оборот понад 169 млн карб, а кооперативи, що до нього належали — понад 448 млн карб. Між союзними об'єднаннями «Сільський Господар» було (1927) — 24 сільськогосподарських універсальних, 46 спеціальних і 18 кредитових.
Органи «Сільського Господаря» — двотижневики «Сільський Господар» (1922 — 26), «Коопероване Село» (1927 — 28), «Кооперована Громада» (1928 — 30). «Сільський Господар» ліквідований під час колективізації на початку 1930-их років.